# Invazia (film din 2020)
Invazia sau Atracția 2 (în rusă Вторжение) este un film SF rusesc din 2020 regizat de Fiodor Bondarciuk.  Acțiunea filmului se desfășoară după evenimentele descrise în Atracția (2017). Rolurile principale au fost interpretate de actorii Irina Starshenbaum, Rinal Mukhametov, Alexander Petrov, Yuri Borisov, Oleg Menshikov și Serghei Garmash.